# AIA Group

AIA Group Limited
conocido como AIA (友邦保險控股有限公司) es el más grande grupo asiático de seguros públicos independientes. Tiene una presencia en 18 mercados en Asia y el Pacífico, participada sucursales y filiales en Hong Kong, Tailandia, Singapur, Malasia, China, Corea, Filipinas, Australia, Indonesia, Taiwán, Vietnam, Nueva Zelanda, Macao, Brunéi, una filial de 97% en Sri Lanka, una empresa conjunta de 26% en Paraguay y oficinas de representación en Myanmar y Camboya. 
AIA tiene su origen el 2 de junio de 1919 cuando un joven emprendedor llamado Cornelius Vander Starr abrió una agencia de seguros en Shanghái, China. Vander Starr finalmente amplió su negocio a través de Asia, Estados Unidos y en todo el mundo. En 1945, trasladó su sede de Shanghái a Nueva York después de una salida forzada de la China continental. Así la AFP asiático se convirtió en una filial de Nueva York American International Group (AIG).
En 2009 AFP partió de AIG después de finalizó que AIA, así como ALICO (otra filial AIG), fueron colocados bajo la administración de un vehículo de propósito especial a cambio de la Federal Reserve Bank of New York.
AIA fue planeada para ser listados en la bolsa de valores de Hong Kong en abril de 2010. Sin embargo, en marzo de 2010, Prudential PLC, una en el Reino Unido servicios y valores sociedad financiera, anunciada que compraría AIA para US$ 35,5 billones. La compra cayó más adelante a través de, y AIA un IPO en octubre de 2010, levantar aproximadamente HK$ 159,08 billones (US$ 20,51 billones), tercer más grande IPO el mundo siempre.
En septiembre de 2012, AIA acordó adquirir una participación del 92.3% en Sri Lanka asegurador Aviva NDB seguros de la aseguradora británica Aviva y Banco Nacional de desarrollo (NDB) de Sri Lanka. Además, AIA firmado un acuerdo exclusivo de 20 años de bancaseguros con NDB, uno de los conglomerados financieros más grandes de Sri Lanka con una red de sucursales del Banco a nivel nacional.
En octubre de 2012, AIA anunció que había llegado a un acuerdo para adquirir ING Group's Filiales de seguros en Malasia para una consideración en efectivo de € 1,336 billones (US$ 1,73 billones).
En diciembre de 2012, AIA informó AIG que AIG había entrado en un acuerdo de colocación para vender todas sus acciones ordinarias de AIA a un precio de HK$ 30,30 por acción. Sobre la terminación de la colocación, AIG totalmente despojado sus tenencias de acciones anteriores de 13.69% AIA.
El 15 de agosto de 2013, AIA se había convertido en patrocinador de la camiseta del Tottenham Hotspur de la Premier League inglesa la temporada 2013-2014.
En diciembre de 2013, AIA y Citibank alcanzaron un acuerdo sobre una asociación exclusiva bancaseguros de hito que abarca 11 mercados de la región de Asia y el Pacífico. Los mercados incluidos en el acuerdo son: Hong Kong, Singapur, Tailandia, China, Indonesia, Filipinas, Vietnam, Malasia, Australia, India y Corea.
En febrero de 2014, la aseguradora anunció que entró en una asociación mayor de cinco años con Tottenham Hotspur. Según el acuerdo, contará con la marca AIA en las camisetas de los jugadores de los Spurs en todas las competiciones hasta el final de la temporada de 2018-2019.
En junio de 2014, AIA Singapur fue nombrado el "Mejor empleador de trabajo para en Asia" y recibió el Premio de Asia de recursos humanos.